# Kids' Choice Awards 1998
La 10ª edizione dei Nickelodeon Kids' Choice Awards si è svolta il 4 aprile 1998 presso il Pauley Pavilion di Los Angeles ed è stato condotto da Rosie O'Donnell.

## Candidature
I vincitori sono indicati grassetto.

### Televisione

#### Serie TV preferita
- Kenan & Kel
- Quell'uragano di papà
- Sabrina, vita da strega
- Sister, Sister

#### Attore televisivo preferito
- Jonathan Taylor Thomas – Quell'uragano di papà
- Kenan Thompson e Kel Mitchell – Kenan & Kel
- Tim Allen – Quell'uragano di papà
- Marlon e Shawn Wayans – The Wayans Bros.

#### Attrice televisiva preferita
- Melissa Joan Hart – Sabrina, vita da strega
- Kirstie Alley – L'atelier di Veronica
- Brandy – Moesha
- Tia e Tamera Mowry – Sister, Sister

#### Serie animata preferita
- I Rugrats
- I Simpson
- Hey, Arnold!
- King of the Hill

### Cinema

#### Film preferito
- Titanic, regia di James Cameron
- Men in Black, regia di Barry Sonnenfeld
- Bugiardo bugiardo (Liar Liar), regia di Tom Shadyac
- Batman & Robin, regia di Joel Schumacher

#### Attore cinematografico preferito
- Will Smith – Men in Black
- Jim Carrey – Bugiardo bugiardo
- Tim Allen – Da giungla a giungla
- Robin Williams – Flubber - Un professore fra le nuvole

#### Attrice cinematografica preferita
- Alicia Silverstone – Batman & Robin
- Uma Thurman – Batman & Robin
- Christina Ricci – Operazione Gatto
- Beverly D'Angelo – Las Vegas - In vacanza al casinò

### Musica

#### Gruppo musicale preferito
- Hanson
- Backstreet Boys
- No Doubt
- Spice Girls

#### Cantante preferito
- Puff Daddy
- Mariah Carey
- Céline Dion
- Will Smith

#### Canzone preferita
- MMMBop – Hanson
- Don't Speak – No Doubt
- I'll Be Missing You – Puff Daddy & Faith Evans feat. 112
- Men in Black – Will Smith

### Sport

#### Atleta maschile preferito
- Michael Jordan
- Shaquille O'Neal
- Tiger Woods
- Troy Aikman

#### Atleta femminile preferita
- Kristi Yamaguchi
- Dominique Dawes
- Michelle Kwan
- Lisa Leslie

#### Squadra sportiva preferita
- Chicago Bulls
- Atlanta Braves
- Green Bay Packers
- San Francisco 49ers

### Miscellanea

#### Videogioco preferito
- Super Mario 64
- Donkey Kong Country 2: Diddy's Kong Quest
- Super Mario World 2: Yoshi's Island
- Lylat Wars

#### Libro preferito
- Terrore dagli abissi n.2, libro della serie di libri Piccoli brividi
- L'Alieno, dalla serie di libri Animorphs
- The Giver - Il donatore
- Falling Up, di Shel Silverstein

#### Celebrità animale preferita
- Salem – Sabrina, vita da strega
- Buddy – Air Bud - Campione a quattro zampe
- Il topolino – Un topolino sotto sfratto
- Willy – Free Willy 3 - Il salvataggio

### Premi speciali

#### Hall of Fame
- Tia e Tamera Mowry